# Права ЛГБТ в Сенегале
Лесбиянки, геи, бисексуалы и транссексуалы (ЛГБТ) в Сенегале сталкиваются с юридическими проблемами, которые не испытывают остальные жители этой страны. Однополые отношения в соответствие с законодательством страны уголовно-наказуемы, также ЛГБТ сталкиваются с бытовой дискриминацией в обществе.
Согласно данным от 2013 года исследовательского центр Пью, 97% жителей Сенегала считают, что гомосексуальность — это образ жизни, который общество не должно принимать. Данный показатель, не изменяется с 2007 года.

## Законы, касающиеся однополых сексуальных отношений
Однополые сексуальные отношения запрещены в Сенегале. В статье 319 Уголовного кодекса Сенегала говорится следующее:
Без ущерба для более серьезных наказаний, предусмотренных в предыдущих пунктах или статьями 320 и 321 настоящего Кодекса, любой, кто совершит ненадлежащее или противоестественное действие с лицом того же пола, будет наказан лишением свободы на срок от одного до пяти лет. и штрафом от 100 000 до 1 500 000 франков. Если деяние было совершено с лицом, не достигшим возраста 21 года, всегда применяется максимальное наказание.
В 2016 году президент Сенегала Маки Саль заявил, что никогда не узаконит однополые отношения. Он сказал: «Никогда, под моим руководством, гомосексуальность не будет узаконена на сенегальской земле».

## Признание однополых пар
Однополые пары не имеют юридического признания, будь то в форме брака или гражданских союзов.
В декабре 2021 года группа депутатов внесла на рассмотрение в парламент Сенегала законопроект об усилении уголовного преследования представителей ЛГБТ-сообщества. Предложенный законопроект предусматривает наказание в виде лишения свободы на срок от пяти до десяти лет и штрафа в размере $8000.

## Усыновление детей
Согласно информации, опубликованной в июле 2011 года Государственным департаментом США, пара, состоящая в браке не менее пяти лет или человек не состоящий в браке, достигший 35-летнего возраста, имеет право усыновить сенегальского ребенка, если между ребенком и усыновителем существует не менее 15 лет разницы в возрасте. Сенегальское законодательство не имеет отдельных законов, касательно усыновления детей ЛГБТ-лицами.

## Сводная таблица
| Тип | Статус                                        |
| --- | --------------------------------------------- |
| Однополые отношения                                                                                          | (Наказание: до 5 лет лишения свободы и штраф) |
| Равный возраст согласия                                                                                      | No                                            |
| Антидискриминационные законы только в сфере занятости                                                        | No                                            |
| Антидискриминационные законы по предоставлению товаров и услуг                                               | No                                            |
| Антидискриминационные законы во всех других областях (включая косвенную дискриминацию, разжигание ненависти) | No                                            |
| Однополые браки                                                                                              | No                                            |
| Признание однополых пар                                                                                      | No                                            |
| Усыновление ребенка однополыми парами                                                                        | No                                            |
| Разрешение для геев и лесбиянок открыто служить в армии                                                      |                                               |
| Доступ к ЭКО для лесбиянок                                                                                   | No                                            |
| Суррогатное материнство для гей-пар                                                                          | No                                            |
| Разрешение быть донорами крови для МСМ                                                                       | No                                            |